# 2015年11月逝世人物列表
2015年逝世人物列表：1月 - 2月 - 3月 - 4月 - 5月 - 6月 - 7月 - 8月 - 9月 - 10月 - 11月 - 12月
2015年11月逝世人物列表，是用于汇总2015年11月期间逝世人物的列表。

## 依日期排序

### 30日
- 孫季卿，83歲，香港資深演員。[1]
- 水木茂（日語：水木 しげる），本名武良茂（日語：武良 茂），93歲，日本漫畫家，代表作為《鬼太郎》，死於多重器官衰竭。[2]
- 馬庫斯·克林伯格（英语：Marcus Klingberg），97歲，波蘭出生的以色列科學家和蘇聯間諜。[3]
- 埃尔达尔·梁赞诺夫（俄語：Эльда́р Алекса́ндрович Ряза́нов），88岁，俄罗斯电影导演（《办公室的故事》），死於心脏衰竭。[4]
- 徐末九（韓語：서말구），60歲，韓國短跑運動員。[5]
- Shota，本名橫山章太（日語：横山 章太），年齡不詳，日本搖滾樂隊ADAMS結他手，死於腦中风[6]。
- 朴元錫（朝鲜语：박원석 (1923년)），92歲，韓國軍人，前朝鮮籍日本陸軍軍人。[7]

### 29日
- 克萊爾·阿霍（英语：Claire Aho），90歲，芬蘭攝影師，燒死。[8]
- 格里特·浩德（英语：Gerrit Holdijk），71歲，荷蘭政治人物，前荷蘭國會第一院議員。[9]
- 东姑阿都拉马列（英语：Tunku Abdul Malik），86岁，马来西亚吉打州王储，死於肺部感染。[10]
- 乌特库尔·苏尔丹诺夫，76歲，前烏茲別克斯坦總理。[11]
- 叶华明，82歲，中華人民共和國飛彈專家、政治人物、企業家，著名將軍葉挺第四個兒子，病逝。[12]
- 朱震，86歲，中華民國空軍黑蝙蝠中隊飛行員、作戰長、中華航空機師。[13]
- 顧樂儀，1988年香港小姐競選參賽者[14]

### 28日
- 林榮三，76歲，台灣政治人物、商人、聯邦企業集團和自由時報創辦人，死於腫瘤併發心肺衰竭。[15][16]
- 米爾恰·安卡（英语：Mircea Anca），55歲，羅馬尼亞演員和導演，死於白血病。[17]
- 奧琳·S·沃克（Olene S. Walker），85歲，美國政治人物，前猶他州州長（英语：List of Governors of Utah）與副州长。[18]

### 27日
- 若瑟·本篤·西滿（英语：José Benedito Simão），64歲，巴西羅馬天主教主教，前天主教阿西斯教區主教。[19]
- 菲利普·沃沙（英语：Philippe Washer），91歲，比利時網球選手。[20]

### 26日
- 辛島昇（日語：辛島 昇），82歲，日本歷史學家。[21]
- 湯米·吉爾伯特（Tommy Gilbert），75歲，美國職業摔跤手。[22]
- 蓋伊·劉易斯（Guy Lewis），93歲，美國大學籃球名人堂教練。[23]
- 叶选基，75岁，叶剑英之侄，香港国叶集团主席，病逝。[24]
- 赵璧如，96岁，中国心理学家，中国社会科学院哲学研究所研究员。[25]

### 25日
- 倫納特·赫爾辛（英语：Lennart Hellsing），96歲，瑞典作家與翻譯家，死於肺炎。[26]
- 克里斯·馬丁（英语：Chris Martin (civil servant)）（Chris Martin），42歲，英國公務員，前英國首相首席私人秘書（英语：Principal Private Secretary to the Prime Minister），死於癌症。[27]
- 埃爾莫·威廉姆斯（Elmo Williams），102歲，美國電影編輯和製片人（《日正当中》、《碧血長天》、《虎！虎！虎！》）。[28]
- 白川澄子（日語：白川 澄子），本名白土澄子（日語：白土 澄子），80岁，日本声优，死於蛛网膜下腔出血[29]。

### 24日
- 辛建，74歲，韓國政治人物，前國家情報院院長與獨立韩国国会全州市完山區議員（朝鲜语：전주시 완산구의 국회의원）。[30]
- 昆西·蒙克（Quincy Monk），36歲，美國美式足球運動員（纽约巨人、休斯敦得克萨斯人），死於癌症。[31]
- 老尼爾·圖帕斯（Niel Tupas, Sr.），82歲，菲律賓政治人物，死於前列腺癌和心臟衰竭。[32]

### 23日
- 鈴木雅洲（日语：鈴木雅洲），94歲，日本婦產科醫生、東北大學名譽教授。[33]
- 道格拉斯·诺斯（Douglass Cecil North），95岁，美国经济学家，1993年诺贝尔经济学奖得主[34]。
- 尤尼·凯帕伊宁（英语：Jouni Kaipainen），58歲，芬蘭作曲家。[35]
- 威利·羅伊斯特（Willie Royster），61歲，美國棒球運動員（巴尔的摩金莺）。[36]

### 22日
- 金泳三（韓語：김영삼），86歲，第14任大韓民國總統，死於败血症和急性心力衰竭[37]。
- 秦蕴珊，82岁，中国海洋地质学家，中国科学院院士。[38]
- 耶日·卡拉辛斯基（英语：Jerzy Karasiński），73歲，波蘭足球運動員（波茲南萊克）。[39]
- 羅賓·斯圖爾特（Robin Stewart），69歲，英國演員。[40]

### 21日
- 彼得·迪莫克（Peter Dimmock），94歲，英國廣播員。[41]
- 帕库阿拉曼九世（Paku Alam IX），77歲，印尼帕庫阿拉曼親王與政治人物。[42]
- 范绪箕，101岁，中国力学家、教育家。[43]

### 20日
- 北之湖敏滿（日語：北の湖 敏満），本名小畑敏滿（日語：小畑 敏満），62歲，前日本相撲運動員，日本相撲協會理事長。死於直腸癌造成的多器官衰竭。[44]
- 內斯托爾·伊塞利亞（英语：Néstor Isella），78歲，阿根廷足球運動員和教練。[45]
- 佐藤茂雄（日語：佐藤 茂雄），74歲，日本企業家，曾任京阪電氣鐵道總經理。[46]

### 19日
- 金惠貞（朝鲜语：김혜정 (1941년)），74歲，韓國女演員，1965年釜日電影獎最佳女主角獎得主。[47]
- 阿倫·E·厄特爾（Allen E. Ertel），78歲，美國政治人物，前美國眾議院賓夕法尼亞州第十七國會選區（英语：Pennsylvania's 17th congressional district）代表議員。[48]

### 18日
- 樊京辉，50岁，中国自由咨询师，被伊斯兰国组织绑架并杀害。[49]
- 野澤協（日语：野沢協），85歲，日本法語文學家。[50]
- 申效曾，88歲，政协甘肃省第七届委员会主席、党组书记。[51]
- 阿卜杜勒-哈米德·阿巴乌德（阿拉伯語：عبد الحميد أبا عود），28歲，伊斯蘭國恐怖分子，曾參與2015年11月巴黎襲擊事件。[52]
- 方静，44岁，前中国中央电视台主持人，死於癌症[53]。

### 17日
- 路易斯·德卡瓦略（英语：Luiz de Carvalho），90歲，巴西福音歌手。[54]
- 約翰·萊希（英语：John Leahy (diplomat)）（John Leahy），87歲，英國外交官，前英國駐澳洲高級專員（英语：List of High Commissioners of the United Kingdom to Australia）。[55]
- 陆婉珍，91岁，中国分析化学家和石油化学家，中国科学院院士。[56]

### 16日
- 郭令裕（英語：Kwek Leng Joo），62歲，新加坡企業家，死於心臟病。[57][58]
- 路易斯·考恩（Louise Cowan），98歲，美國教育家。[59]

### 15日
- 莫伊拉·奧爾費伊（英语：Moira Orfei），83歲，意大利馬戲藝術家。[60]
- 阿藤快（日语：阿藤快），69歲，日本演員，死於动脉破裂[61]。（遺體發現日期）
- 楊冠政，87歲，國立台灣師範大學環境教育研究所教授，有「台灣環境教育之父」之稱。[62]
- 赫伯特·斯卡夫（Herbert Scarf），85岁，美国经济学家[63]。

### 14日
- ，90歲，中國憲法學者，死於白血病。
- 尼克·伯克溫克爾（Nick Bockwinkel），80歲，美國職業摔跤手。[64]
- 沃倫·米切爾（Warren Mitchell），89歲，英國演員（《推銷員之死》）。[65]

### 13日
- 彼得·麥李維（Peter McLeavey），79歲，新西蘭藝術品經銷商，死於柏金遜症。[66]
- 大木浩（日语：大木浩），88歲，日本政治人物，前自由民主黨籍众议院及參議院議員、環境大臣，死於中風。[67]
- 保羅·斯圖爾特（Paul Stewart），89歲，美國歷史學家。[68]

### 12日
- 穆罕默德·埃姆瓦齊（Mohammed Emwazi），27歲，即「聖戰約翰」（Jihadi John），英国籍伊斯蘭國恐怖分子，曾以斬首方式處決詹姆斯·佛利與後藤健二等人質，被美軍無人機炸死。[69]
- 馬頓·富洛普（匈牙利語：Fülöp Márton），32歲，匈牙利足球運動員（桑德兰、曼城），死於癌症。[70]
- 瓦尔希迪·帕尔（匈牙利語：Várhidi Pál），84歲，匈牙利足球運動員（烏伊佩斯特）與經理人。[71]
- 亨利·羅溫（Henry Rowen），90歲，美國國家安全專家、經濟學家、蘭德公司前總裁。[72]

### 11日
- 鮑伯·拉隆德（Bob LaLonde），93歲，美國政治人物，前怀俄明州参议院（英语：Wyoming Senate）議員。[73]
- 塔格·斯科-漢森（英语：Tage Skou-Hansen），90歲，丹麥作家。[74]

### 10日
- 安德烈·格魯克斯曼，78歲，法國哲學家和作家。[75]
- 克劳斯·罗特（Klaus Friedrich Roth），90岁，英国数学家，1958年菲尔兹奖得主。[76]
- 赫尔穆特·施密特（德語：Helmut Schmidt），96岁，德国政治家，前西德总理。[77]
- 吉恩·阿姆达尔（Gene Amdahl），92岁，美国著名半导体工程师及企业家，曾提出阿姆达尔定律。[78][79]

### 9日
- 王金維，50歲，湖北恩施州財政局局長，墜樓身亡。[80]
- 郝壯，年龄不详，吉林省蛟河市市委常委、政法委书记、公安局长，墜樓身亡。[81]
- 汤米·汉森（英語：Thomas J. Hanson），29岁，美國職業棒球大聯盟球员（亞特蘭大勇士）、（洛杉磯安那罕天使），死於多重器官衰竭[82]。
- 安迪·懷特（英语：Andy White (drummer)），85歲，蘇格蘭鼓手。[83]

### 8日
- 陳立昌，64歲，香港大學醫學院病理學系前系主任，香港大學醫學倫理及人文學部主管。[84]
- 瑞亞·奇利斯（Rhea Chiles），84歲，美國慈善家，前佛羅里達州第一夫人。[85]
- 安德烈·埃什帕伊（英语：Andrei Eshpai），90歲，俄羅斯古典鋼琴家、作曲家和學者，死於中風。[86]
- 曾苏民，83岁，中国金属材料加工专家，中国工程院院士。[87]

### 7日
- 弗雷德·貝薩那（英语：Fred Besana (baseball)）（Fred Besana），84歲，美國棒球運動員（巴尔的摩金莺）。[88]
- 李乙雪（韓語：리을설），94岁，朝鲜劳动党中央委员会委员，朝鲜人民军元帅，死於肺癌。[89]
- 宇江佐真理（日语：宇江佐真理），66歲，日本時代小說作家，死於乳癌。[90]
- 劉守鎬（朝鲜语：유수호），83歲，韓國政治人物，前自由民主聯合籍韩国国会大邱中區議員（朝鲜语：대구 중구의 국회의원）。[91]

### 6日
- （Bobby Campbell），78歲，英格蘭足球員、教練和領隊。[92]
- 何塞·安赫爾·埃斯皮諾薩（英语：José Ángel Espinoza），96歲，墨西哥歌手、作曲家和演員。[93]
- 伊扎克·纳冯，94岁，以色列第5任总统。[94]
- 木下一彥（日語：木下 一彦），69歲，日本早稻田大學教授，墮山身亡。[95]

### 5日
- 郭炳堅，82歲，马来西亚粤语歌曲歌星。[96]
- 喬治·巴里斯（英语：George Barris (auto customizer)），89歲，美國好萊塢改裝車大師。[97]
- 諾拉·布羅克施泰特（英语：Nora Brockstedt），92歲，挪威女歌手。[98]
- 切斯瓦夫·基什恰克（波蘭語：Czesław Kiszczak），90歲，波蘭共產主義時代政治人物，前內政部長（英语：Ministry of Interior and Administration (Poland)）。[99]
- 汉斯·蒙森（德語：Hans Mommsen），85歲，德国历史学家。
- 柳青，72歲，本名張春美，台灣歌仔戲小生，死於心脏病。[100]
- 米哈伊爾·列辛（英语：Mikhail Lesin），57歲，俄羅斯政治人物，曾任媒體部長與總統顧問。[101]（遺體發現日期）

### 4日
- 肖文荪，51歲，广西壮族自治区柳州市委副書記、柳州市市長，墜河身亡。[102]
- 勒內·吉拉爾（法語：René Girard），91歲，法國-美國歷史學家、文學評論家和社會科學哲學家。[103]
- 史蒂夫·漢森（Steve Hanson），54歲，澳洲橄欖球聯盟球員，死於心臟病發。[104]
- 萊拉·普利寧（英语：Laila Pullinen），82歲，芬蘭雕刻家。[105]
- 黃杏中，87歲，台灣企業家、美麗華集團共同創辦人。[106][107]

### 3日
- 張健偉，58歲，中国海洋石油總公司党组成员、党组纪检组长。[108]
- 茱蒂·賈撒庇（Judy Cassab），95歲，奧地利出生的澳洲畫家和大屠殺倖存者，唯一兩次獲得阿契博爾德獎（英语：Archibald Prize）之女性。[109]
- 艾哈邁德·沙拉比（阿拉伯語：أحمد الجلبي），71歲，伊拉克政治人物，前伊拉克副總理與伊拉克临时管理委员会領導人，死於心臟病發。[110]
- 費尼韋希·喬鮑（匈牙利語：Fenyvesi Csaba），72歲，匈牙利擊劍運動員，奧運冠軍，死於癌症。[111]

### 2日
- 安傑伊·季翰盧維斯基（英语：Andrzej Ciechanowiecki），91歲，波蘭藝術史學家。[112]
- 米羅斯拉夫·普積克（英语：Miroslav Poljak），71歲，克羅地亞水球運動員，1968年奧運冠軍。[113]
- 芭芭拉·斯內林（Barbara Snelling），87岁，美国政治人物，前佛蒙特州副州長（英语：List of lieutenant governors of Vermont）、佛蒙特州參議院（英语：Vermont Senate）議員與佛蒙特州第一夫人。[114]
- 加藤治子（日語：加藤 治子），92岁，日本演员、声优，死於心脏衰竭[115]。
- 欧玛尔·哈利利（英語：Omar Mokhtar El-Hariri），71岁，利比亚全国过渡委员会官员，死於交通事故。[116]

### 1日
- 阿卜迪卡里姆·優素福·亞當（英语：Abdikarim Yusuf Adam），年齡不詳，索馬里軍方官員，前索馬利亞武裝部隊（英语：Somali Armed Forces）領袖，中槍身亡。[117]
- 托馬斯·R·菲茨杰拉德（Thomas R. Fitzgerald），74歲，美國法官，前伊利諾伊州最高法院（英语：Supreme Court of Illinois）首席大法官。[118]
- 凱萊·薩爾格羅·格羅斯（西班牙语：Gloria Salguero Gross），74歲，薩爾瓦多政治人物，前薩爾瓦多議會議長，死於心臟驟停。[119]
- 君特·沙博夫斯基（德語：Günter Schabowski），86歲，東德時期政治人物，曾在记者会中宣布“即时”取消东德居民所有外游限制，最终使得柏林墙倒塌，病逝。[120]
- 弗雷德·汤普森（Fred Thompson），73岁，美国政治人物，前田纳西州联邦参议员，死於淋巴瘤。[121]
- 陆维钊，95岁，中华人民共和国外交部亚洲司原司长，病逝。[122]
- 釋初慧，84歲，香港寶蓮禪寺第六代住持。[123]